# 4601-es mellékút (Magyarország)
A 4601-es számú mellékút egy eredetileg több mint 100 kilométer hosszú, négy számjegyű mellékút volt Budapest valamint Pest és Bács-Kiskun vármegyék területén; nyomvonala a fővárostól egészen Tiszakécske központjáig húzódik. Ha ma is egybefüggően végigjárható lenne, a leghosszabb lenne a hazai mellékutak közül (kilométer-számozása tekintetében annak számít ma is).
Hajdan nagy jelentőségű út lehetett, amely szinte nyílegyenes vonalvezetésű, közvetlen kapcsolatot biztosított Nagykőrös és az ország fővárosa között. Később azonban hosszú szakaszai estek ki a forgalomból, amelyeken így lecsökkent az útkarbantartás intenzitása (vagy az akár meg is szűnt), más szakaszain csak lokális forgalmat bonyolító útként maradt meg.
A Google Térkép és a Google Utcakép felvételei alapján úgy tűnik, hogy forgalom elől elzárt szakasza nincs, de az egykori teljes hosszából két, együttesen mintegy 30 kilométernyi szakaszán mezőgazdasági vagy erdei útként húzódik, csak megfelelő terepjáró adottságokkal bíró járművel járható be. Egy forrás szerint az út egyes szakaszai Gyáltól délre járhatatlanok, sőt már az 1930-as években is azok voltak. Napjainkban csak Budapest és Gyál (illetve az Üllő-Ócsa országút), valamint Hantháza és Tiszakécske közötti szakaszai járhatóak be megfelelően.

## Nyomvonala
Kilométer-számozása Budapest belvárosától indul, nem kizárt, hogy kezdőpontjának eredetileg a „0” kilométerkő, illetve mindenkori elődje számított, de a főváros határain belüli szakaszai hivatalosan ma már nem tartoznak hozzá, azok – köztük a Gyáli úttal és a Nagykőrösi úttal – önkormányzati utaknak minősülnek. A 18+085-ös kilométerszelvényét elhagyva lépi át Budapest határát, majdnem pontosan délkeleti irányban haladva, a XVIII. kerülethez tartozó Erdőskert és Belsőmajor városrészek, illetve Gyál hármashatárán. Ezen a szakaszon közvetlenül mellette, az északi oldalán húzódik a Budapest–Lajosmizse–Kecskemét-vasútvonal, amelynek kevéssel ezután eléri Gyál felső megállóhelyét, majd a 18+500-as kilométerszelvénye táján keresztezi a vágányokat, és azok túloldalán folytatódik tovább, Kőrösi út néven.

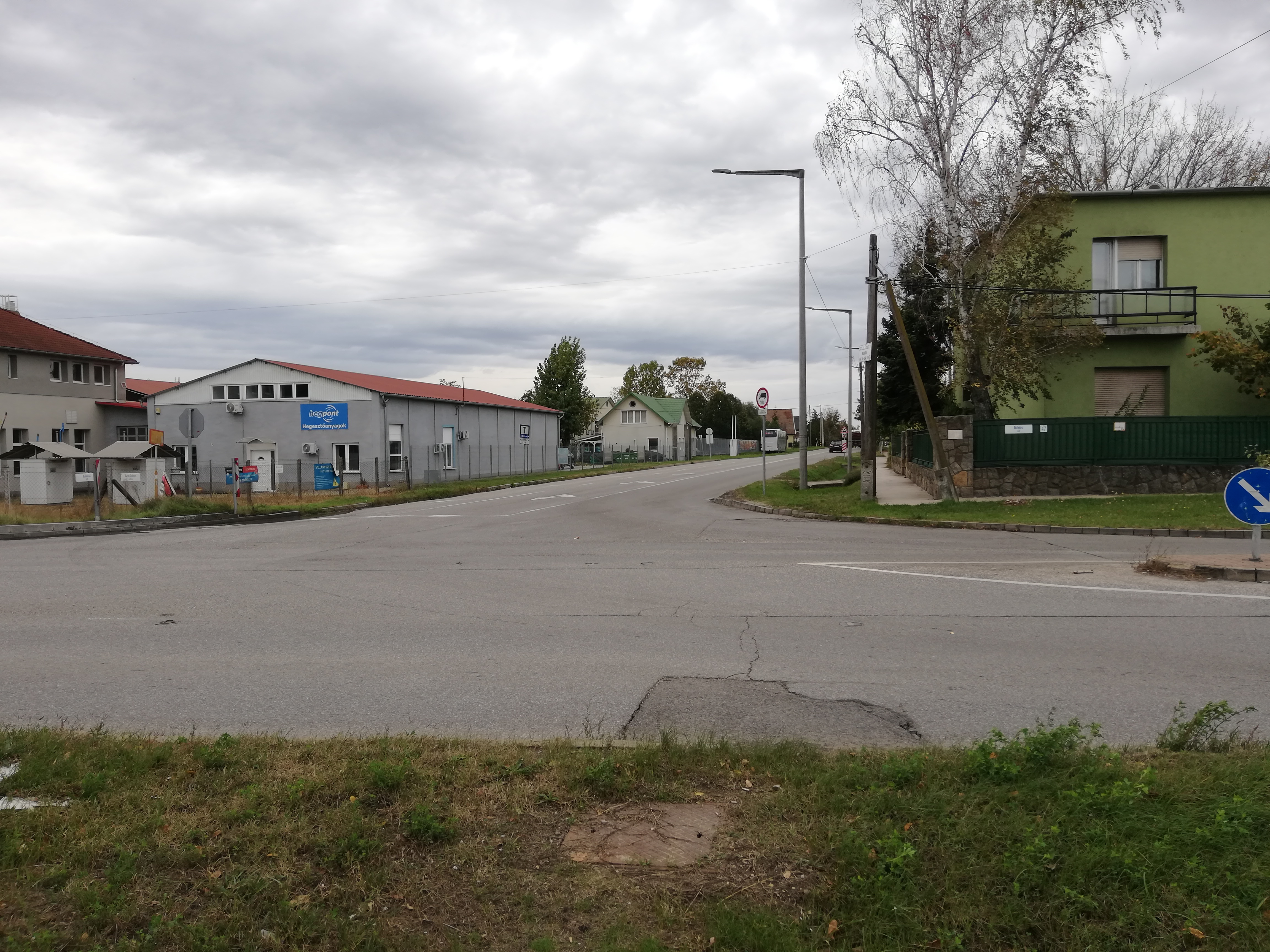
Az út alsónémedi elágazása Gyál déli részén

Gyál városközpontjában, kevéssel a huszadik kilométere előtt kissé eltávolodik a vasúttól, így Gyál vasútállomás térségét nem érinti. A 20+500-as kilométerszelvénye táján, egymástól kevesebb, mint száz méterre két elágazása is van: előbb a Vecsési út torkollik bele, a nevének megfelelően Vecsés felől, északkeleti irányból, majd a Bem József utca ágazik ki belőle, Alsónémedi felé, délnyugati irányban. Mindkettő 4602-es útszámmal számozódik, amely így, a két elágazás közti rövidke távon közös szakaszon halad a 4601-essel.
Innentől lassan elhagyja Gyál központját, majd annak iparterületeit is, és a 21+750-es kilométerszelvényénél, felüljárón keresztezi az M0-s autóút nyomvonalát, amely itt a 34. kilométere táján jár. Csomópontja is van az M0-ssal (Gyál–Pestszentimre-csomópont), amelynek négy átkötő ága a 4601-estől délnyugati irányban húzódik és a 90 461–464-es útszámokat viselik. A 23+250-es kilométerszelvénye környékén lépi át az út Gyál és Felsőpakony határát, innét ez utóbbi település területén folytatódik.

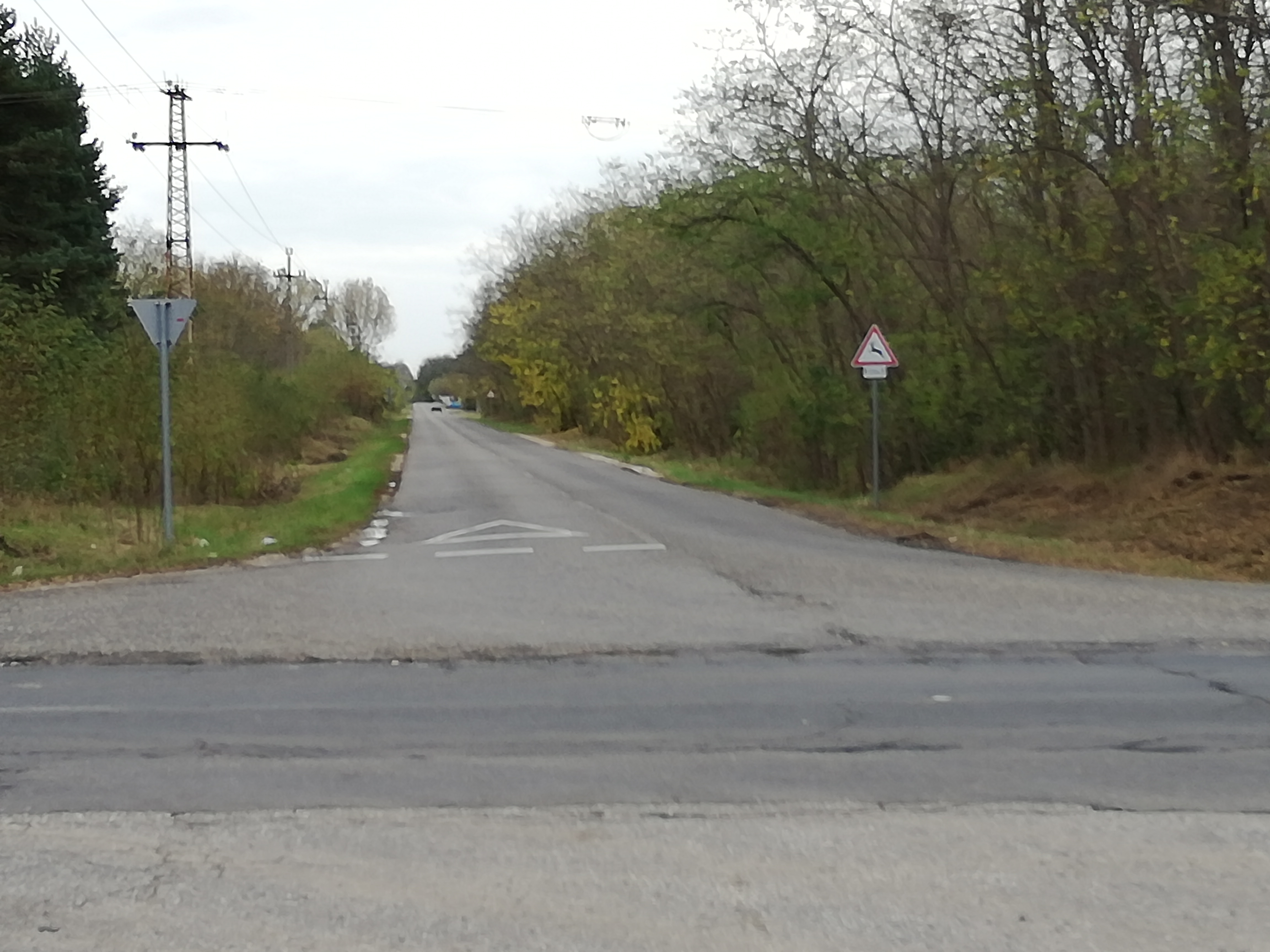
Elágazás Felsőpakony felé

Felsőpakony lakott területét elkerüli az út, oda csak a 46 303-as számú mellékút vezet, amely a 23+950-es kilométerszelvénynél ágazik ki belőle délnyugat felé. 26,5 kilométer után eléri Ócsa határszélét, innen egy darabig a két település határvonalát kíséri, majd nagyjából egy kilométer után teljesen ócsai területre ér. A 28. kilométere táján elhalad a Nemzeti Közszolgálati Egyetem Ócsai Bázisa mellett, majd a 28+700-as kilométerszelvényénél egy kereszteződéshez ér: az Üllőtől (sőt a korábbi útszámozás szerint Mende határától) Ócsa központjáig húzódó 4603-as úttal keresztezik egymást, amely itt valamivel a 17. kilométere után jár.

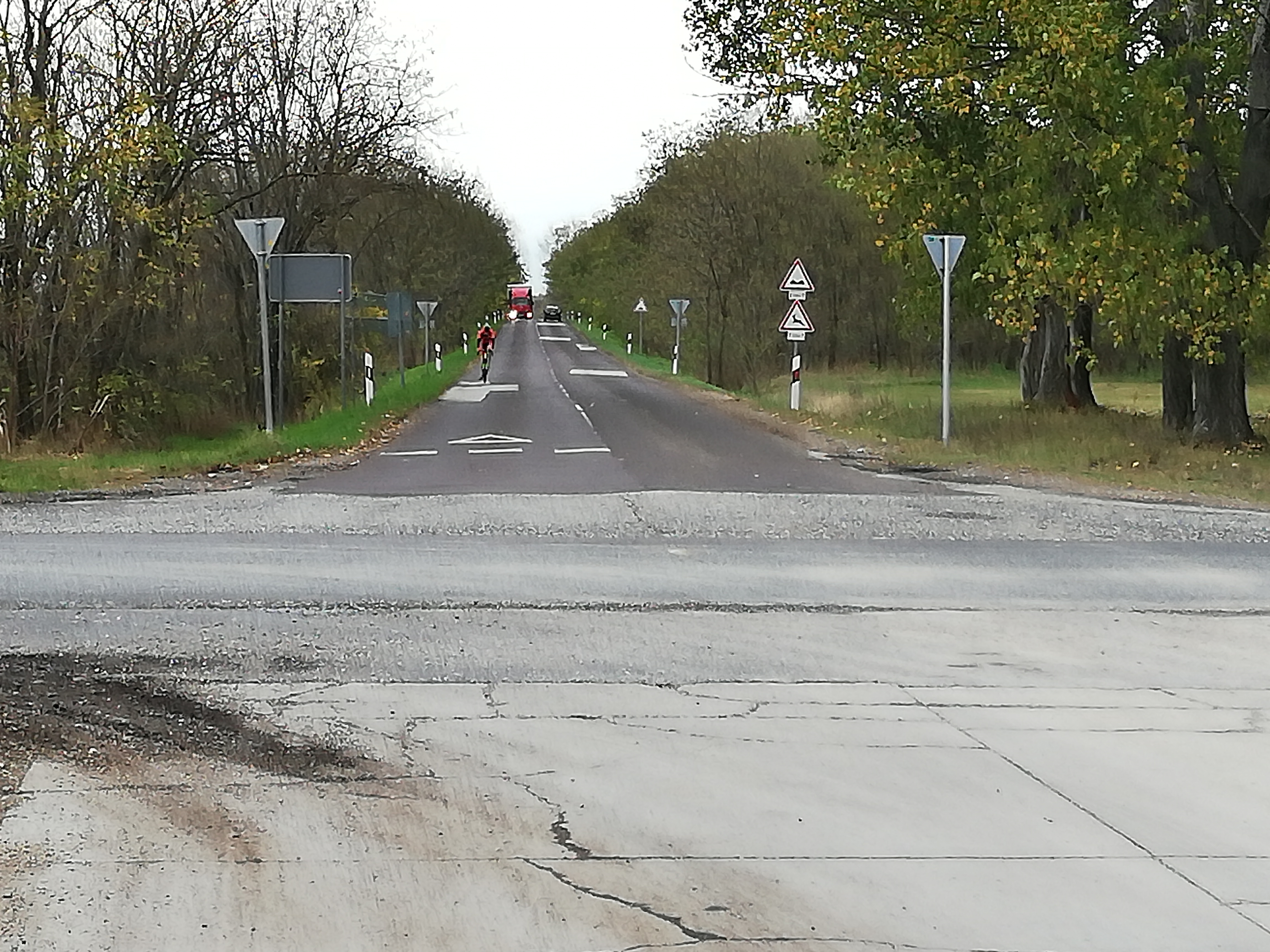
A 4601-es út a 4603-es keresztezésétől, Budapest felé nézve

A 31. kilométere táján átlép a Gyáli járásból a Monori járásba, innentől Csévharaszt külterületén folytatódik. Ez a szakasza burkolatlan erdei útként húzódik, ami összefügghet azzal is, hogy a 36-37. kilométerei között közvetlenül egy egykori szovjet laktanya mellett vezet a nyomvonala, ráadásul a közelében található a kb. 1940 óta kiemelt védettségű Csévharaszti Borókás Természetvédelmi Terület is.
40,8 kilométer teljesítése után ismét járáshatárt keresztez: innen a Dabasi járáshoz tartozó Újhartyán külterületén húzódik tovább. Kevesebb, mint két kilométer után Újlengyel területére ér, majd keresztezi az Albertirsa és az újhartyáni M5-csomópont közt húzódó 405-ös főutat. Csak innentől folytatódik szilárd burkolatú útként, egyúttal nevet is kap: a Kossuth Lajos utca nevet viseli. 43,9 kilométer után keresztezi a Pilis–Dabas közti 4606-os utat, majd belép Újlengyel lakott területére, változatlan néven.

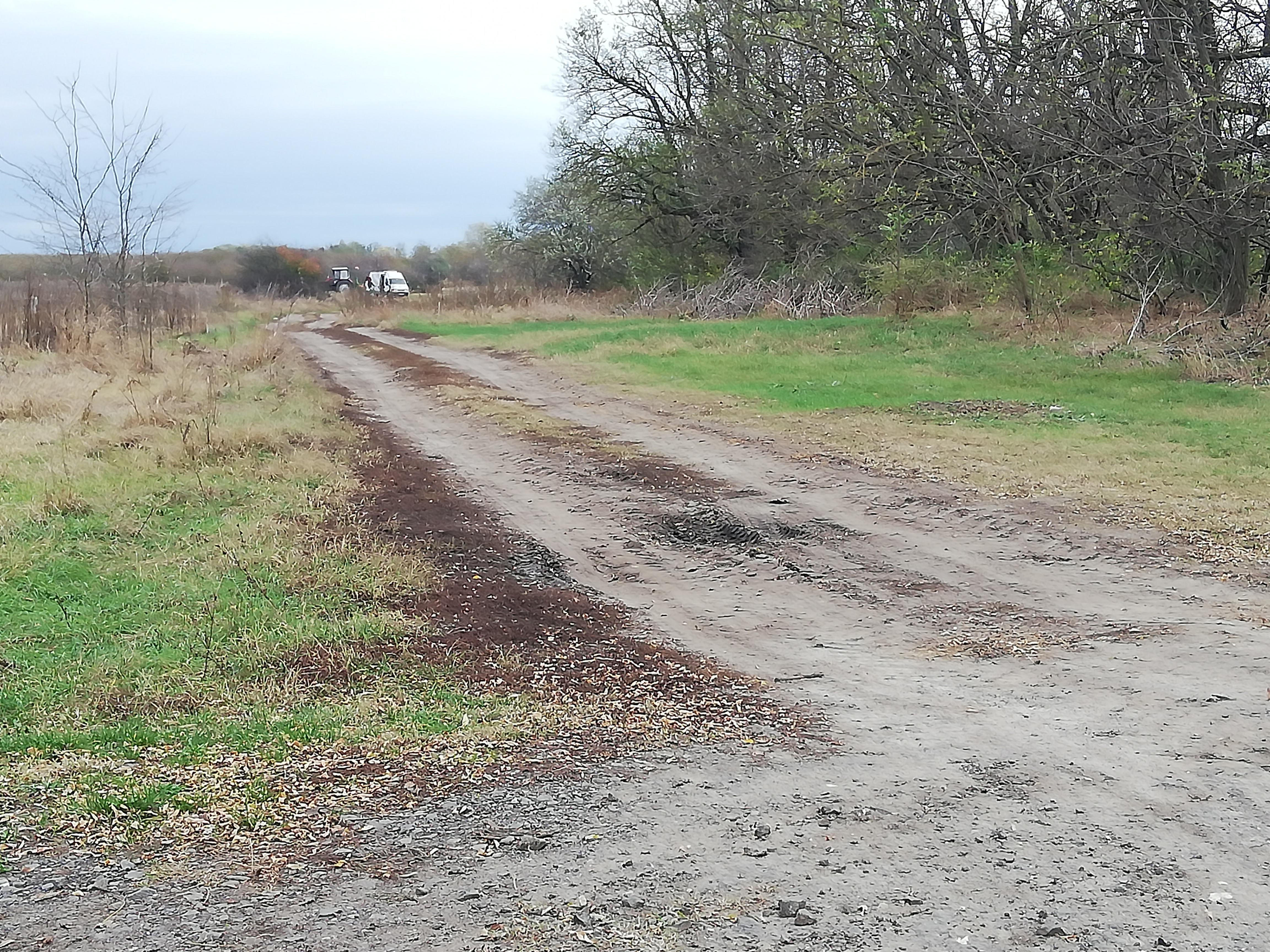
Hajdan "sztráda" volt, mára ennyi maradt belőle Pusztavacsnál (Budapest felé nézve; jobbra a Magyarország földrajzi középpontja Természetvédelmi Terület)

Nagyjából a 46+400-as kilométerszelvénye táján elhagyja Újlengyel utolsó házait, innentől ismét rossz minőségű mezőgazdasági útként folytatódik, változatlanul a délkeleti irányt követve. Bő fél kilométerrel ezután keresztezi a Dunavölgyi-főcsatorna folyását, majd 50,4 kilométer után Pusztavacs területére ér. Az 51+700-as kilométerszelvénye táján elhalad az ország földrajzi középpontjának jeltornya mellett (ott is földútként húzódva), a település lakott területét viszont nem érinti, annak legészakibb fekvésű házaitól is 3-400 méterre északra húzódik.

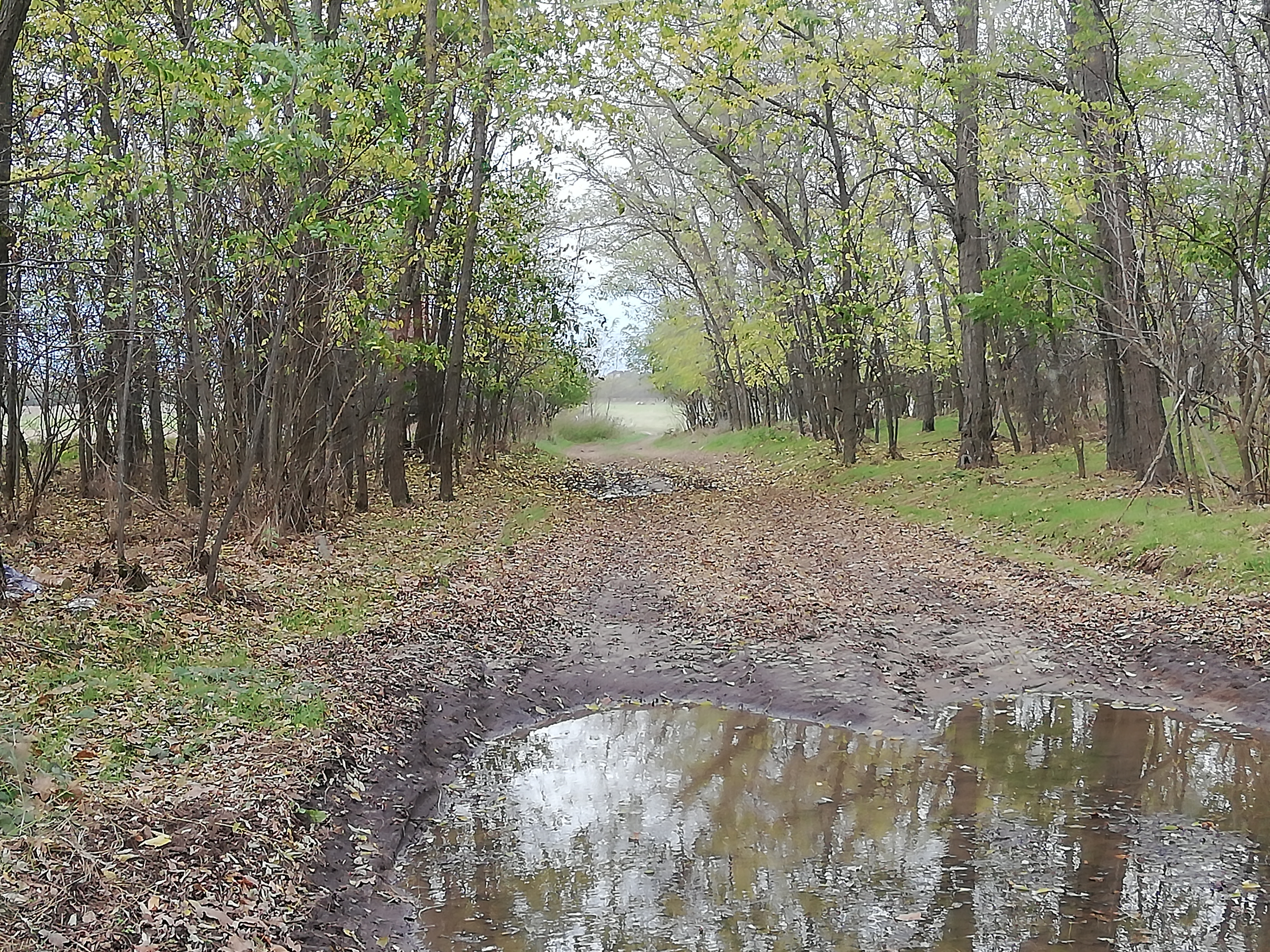
A 4607-es út keresztezésétől északnyugat felé nézve

Az 53+150-es kilométerszelvénye táján, burkolatlan erdei útként keresztezi a 4607-es utat, amely Albertirsa és Örkény között köti össze a 4-es és 5-ös főutakat. Hosszú szakaszon halad így, közben a 60+600-as kilométerszelvényénél átlép a Ceglédi járásba tartozó Csemő területére, ám jó darabon még ott is erdei útként húzódik. Csak a 63+550-es kilométerszelvényénél lévő hantházai buszfordulótól válik újra burkolt úttá, majd pár lépésre onnét kiágazik belőle délnyugati irányban a Lajosmizsére vezető 4608-as út.
Innentől mintegy 4,5 kilométeren keresztül a 4601-es és a 4608-as utak közös nyomvonalon haladnak, kilométer-számozás tekintetében egymással ellenirányban számozódva (lévén, hogy a 4608-as kilométer-számozása Cegléden kezdődik). A 64+800-as kilométerszelvénye táján az út elhalad Hantháza településrész házai és az egykori Cegléd–Hantháza-vasútvonal lakóházakká átépített végállomási épületei mellett, ahol a Pesti út nevet viseli (ez is utal arra, hogy valamikor a jelenleginél nagyobb jelentőségű volt az út). Ugyanott beletorkollik észak-északkeleti irányból a 46 126-os út: ez köti össze Hantházát Csemő központjával, illetve a zsáktelepülésnek számító Mikebuda is csak erről az útról érhető el.
A 67. kilométerénél (még mindig a 4608-assal közös szakaszon haladva) az út eléri a Nagykőrösi járás és Nagykőrös város határszélét, majd a 68. kilométerét elérve – ahol a 4608-as nyomvonala különválik északkeleti irányban – teljesen nagykőrösi területre ér. A 76. kilométerénél éri el a belterület nyugati szélét, ahol a Pótharaszti út nevet viseli és egyre keletebbi irányt vesz. A 76+600-as kilométerszelvénye táján keresztezi a Cegléd–Szeged-vasútvonalat, Nagykőrös vasútállomás déli szélénél, majd mintegy 400 méterrel arrébb kiágazik belőle, északnyugati irányban az állomást kiszolgáló 46 313-as számú mellékút, amely a Kossuth Lajos út nevet viseli. A delta csomópontú kiágazástól fogva a 4601-es is Kossuth Lajos nevét viseli, és itt már szinte pontosan keleti irányban húzódik.
A város történelmi központjában, piskóta alakú körforgalmú csomópontban keresztezi a Cegléd–Kecskemét közt húzódó 441-es főutat, utóbbi itt a 16+700-as, míg a 4601-es a 78+400-as kilométerszelvényénél jár. A folytatásban megint egy kicsit délebbi irányba fordul és Szolnoki út lesz a neve; így húzódik a város keleti széléig, ahol – a 80+700-as kilométerszelvénye előtt – egy elágazáshoz ér. A 4601-es számozást a kelet-délkeleti irányba induló út viszi tovább, a kelet-északkeleti irányba vezető út pedig a 4613-as számot veszi fel; ez Szolnok déli határszéléig vezet (valószínű, hogy a 4601-es Szolnoki út neve is erre utal).
A 86+750-es kilométerszelvénye táján lép át az út a következő település Kocsér területére, melynek legnyugatibb házait nagyjából két kilométer után éri el. A neve végig a községben Szabadság utca; pár lépéssel a 90. kilométere előtt kiágazik belőle észak-északkelet felé a Kőröstetétlen felé vezető 46 122-es út; mintegy 300 méterrel arrébb pedig, a helyi temető előtt elhaladva kilép a falu házai közül. Ettől függetlenül sokáig a kocséri határban húzódik még, nyílegyenesen; amikor mégis két kisebb iránytöréshez ér, a 95. kilométere előtt, azok jelzik, hogy az út elérte Pest vármegye délkeleti szélét: a második irányváltás után már Bács-Kiskun vármegye Tiszakécskei járásában, azon belül is a névadó település (egyben járásszékhely) területén folytatódik.
Tiszakécske külterületén, a 99. kilométerét elhagyva, egy egészen enyhe iránytöréssel újra visszatér a korábban több tíz kilométeren át követett délkeleti irányhoz, így érkezik el, a 102+700-as kilométerszelvénye táján egy elágazáshoz: a délnyugat felől érkező út a Szentkirály határában induló 4623-as, a 4601-es pedig egy rövid szakaszon északkelet felé folytatódik, a 4623-assal közös szakaszon.  A közös szakasz hossza nem több 400 méternél, ami után szétválnak, a 4623-as egyenes irányban halad tovább Tiszabög-Tiszajenő felé, a 4601-es pedig ismét délkeletnek fordul, és a városközpont felé veszi az irányt.
Mintegy másfél kilométer után keletnek fordul, így keresztezi nem sokkal azután a Kecskemét–Szolnok-vasútvonalat, Tiszakécske vasútállomás déli szélén, majd kiágazik belőle északi irányba az állomást kiszolgáló 46 326-os mellékút. Utolsó szakasza, már a város belterületén a Kőrösi utca nevet viseli, így ér véget, beletorkollva a Szolnokot Kiskunfélegyházával összekötő 4625-ös útba, annak 34+900-as kilométerszelvénye táján.
Teljes hossza, az országos közutak térképes nyilvántartását szolgáló kira.gov.hu adatbázisa szerint 105,546 kilométer.

## Története
Az út a régmúltban kétséget kizáróan jelentős útvonal lehetett az ország fővárosa és Nagykőrös, illetve a város térsége közt; abba az úthálózatba illeszkedett bele, amelynek fő ágai ma is sugárirányban kötik össze Budapestet az ország távolabbi részeivel. Fontosságát az is növelhette, hogy a kiterjedt külterületekkel bíró, kiváló mezőgazdasági adottságokkal rendelkező alföldi városok, mint amilyen Nagykőrös is, igen komoly szerepet játszottak a főváros élelmiszerellátásában. Magyarország 1780-1784 között végzett első katonai felmérésének térképei lényegében ugyanezen a közel nyílegyenes nyomvonalon tüntetik fel a Pest–Nagykőrös közti utat.

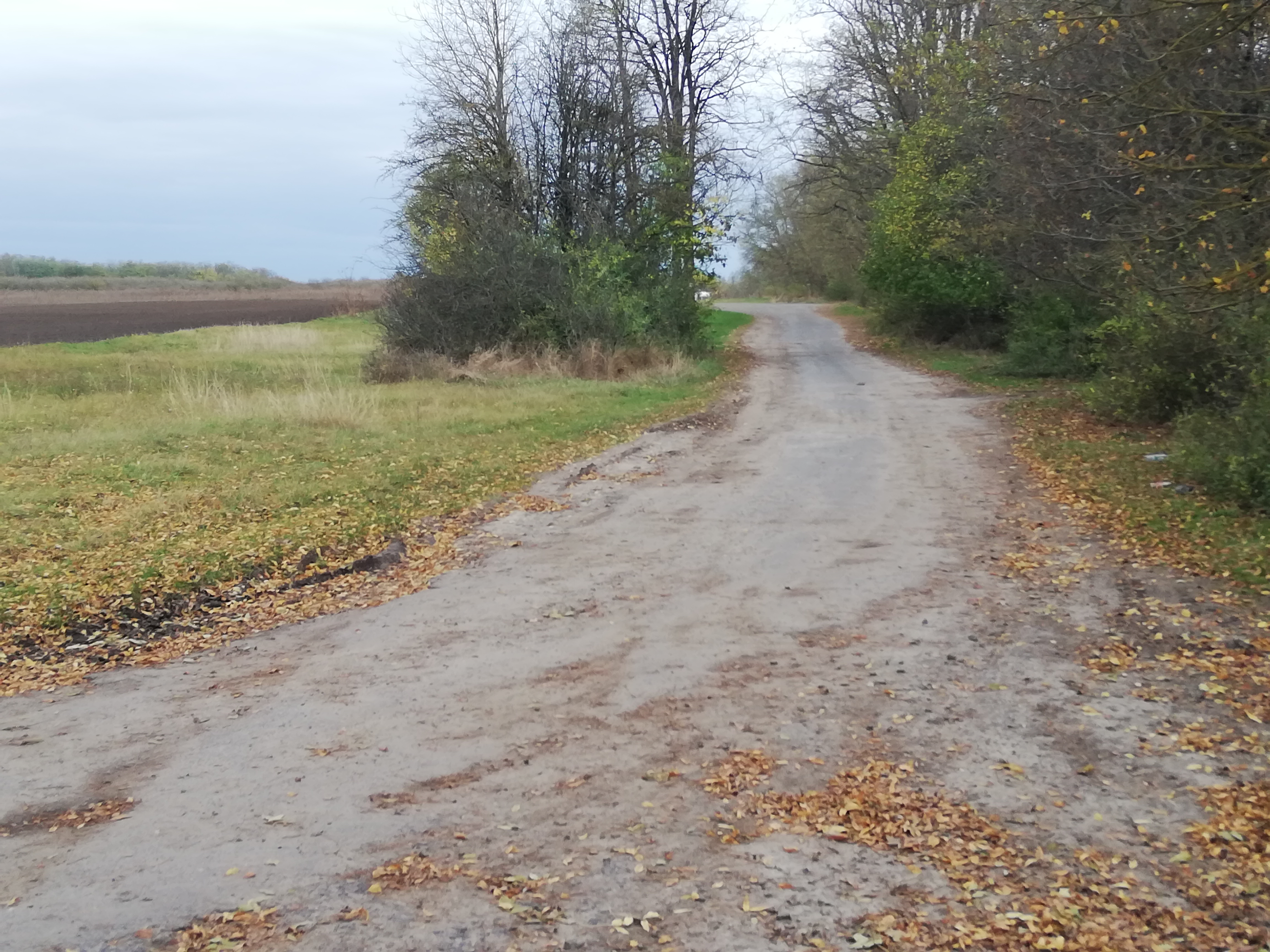
Hajdan "sztráda" volt, mára ennyi maradt belőle Pusztavacsnál (Budapest felé nézve; jobbra a Magyarország földrajzi középpontja Természetvédelmi Terület)

Az, hogy a településektől távolabb eső szakaszok elvesztették jelentőségüket, és így kiestek a mindenkori útfenntartók érdeklődési köréből, részben azzal függhetett össze, hogy a homokos puszta gyakori felületváltozásai, az erdősítés előtti dűnevándorlások aránytalanul költségessé tehették ezen szakaszok járhatóságának fenntartását. Emellett a lábon hajtva történő élőállat-szállítás visszaszorulása, majd eltűnése és a vasúti fuvarozás térnyerése is erősíthette a korábban fontos út funkcióvesztését.
1934-ben is a teljes hosszából csak a Nagykőrös-Ókécske közti szakasza minősült mellékútnak, a kereskedelem- és közlekedésügyi miniszter 70 846/1934. számú rendelete értelmében; a rendelet alapján készült térkép arról tanúskodik, hogy fennmaradó részéből lényegében egy kilométernyi szakasz sem épült ki még mellékúti minőségben sem.
A 18+085 és 28+642 kilométerszelvények (lényegében a budapesti városhatár és az ócsai kereszteződés) közötti szakasza 1977-ben kapott burkolat-megerősítési építési engedélyt, a Közúti Beruházó Vállalat által készített 4182. számú terv alapján, az alábbiak szerint:
- a 18+512 kilométerszelvénynél, a vasúti kereszteződésnél az út vízszintes vonalvezetését és a csatlakozó lakóutcák közúti kapcsolatát a vasúti sorompórendszer átalakításával módosítani kell;
- a teljes szakaszt 6 méter széles burkolattal kell kiépíteni, a pályaszerkezet megerősítését 10 évre méretezve;
- a csatlakozó utakat a lekerekítő ívek végéig a főpályával azonos szerkezettel és szintén 6 méteres szélességgel kell kiépíteni, úgy, hogy az ívek sugara – ha a helyi viszonyok megengedik – 10 méter legyen;
- a 4602-es és 4603-as utaknál, illetve a felsőpakonyi elágazásnál a csatlakozó utaknál 15 méteres ívsugarat kell alkalmazni.

A szakaszon csak egy számottevő híd volt, a 21+064 kilométerszelvényben, amit a meglévő burkolat felbontását követően lehetett leburkolni. Sürgetőleg hathatott a beruházásra, hogy a Budapesti Közlekedési Vállalat bejelentette: ha a burkolatmegerősítés nem történik meg még abban az évben, nem tudja tovább fenntartani a Gyálra közlekedő 94-es buszjáratát.
Egy 1,650 kilométeres szakaszát (a 89+900 és a 91+550 kilométerszelvények között) 2019 második felében újították fel, a Magyar Falu Program útjavítási pályázatának I. ütemében, a Pest megyei Kocsér település területén.

## Települések az út mentén
- Budapest
- Gyál
- Felsőpakony
- Ócsa
- Csévharaszt
- Újhartyán
- Újlengyel
- Pusztavacs
- Csemő
- Nagykőrös
- Kocsér
- Tiszakécske